# 鮑信
鮑 信（ほう しん、元嘉2年（152年） - 初平3年（192年））は、中国後漢末期の武将。兗州泰山郡東平陽県の人であるが祖籍は并州上党郡屯留県である。前漢の司隷校尉の鮑宣の八世の孫。父は鮑丹。弟は鮑韜。子は鮑卲・鮑勛。『後漢書』や『三国志』などにその名が散見される。

## 生涯
寛大で節義を弁え、智謀に秀でていたといわれている。代々儒学で名を成した家系の出身で、常に質素な生活をしていたこともあったため、多くの人から慕われていた（『後漢書』袁紹伝の引く『魏書』）。
霊帝の時代、何進の招聘を受け騎都尉となった。十常侍と対決することを決意した何進の命令で、同郷の王匡と共に故郷に戻り兵を募ったという（『後漢書』）。しかし成皋の地に辿り着いたところで、何進が暗殺されたことを知った（鮑勛伝の引く『魏書』）。
鮑信が兵を連れて戻ると、何進と十常侍が共に滅んでおり、董卓が軍勢を率いて都に入っていた。鮑信が董卓の専横を予見し、袁紹に董卓を襲撃するよう進言したが、袁紹は実行しなかった。そこで鮑信は郷里に帰り、二万の歩兵・七百の騎兵・輜重五千余りを集めた（鮑勛伝の引く『魏書』董卓伝）。董卓討伐の同盟（反董卓連合軍）が結成された時、鮑信は済北国の相となっていたが（『後漢書』・武帝紀）、討伐軍に参加し、袁紹を盟主として関東の諸侯と盟約を結んだ（『後漢書』・武帝紀）。鮑信は袁紹と曹操から行破虜将軍に推挙・上表された（鮑勛伝の引く『魏書』）。
鮑信は劉岱・張邈・張超・袁遺・橋瑁と共に酸棗に駐屯した。酒宴ばかりで戦をしようとしない諸侯に対し、曹操は戦をするよう訴えた（武帝紀）。鮑信は曹操の求めに応じ共に戦ったが、董卓の派遣した徐栄に大敗、弟が戦死し自身も重傷を負った（鮑勛伝の引く『魏書』）。まもなく兵糧が尽きて酸棗の軍勢が解散したため、鮑信も任地に帰還した（「後漢書』）。
袁紹が冀州を取り強勢となると、鮑信は袁紹が第二の董卓となりそうであるから警戒すべきとして、曹操に対し黄河の南を平定し、力を蓄え時を待つべきであると進言した（鮑勛伝の引く『魏書』）。曹操は東郡太守になると、再び鮑信を済北国の相に推挙した（鮑勛伝の引く『魏書』）。
青州黄巾賊が兗州に侵入すると、直ちに討伐しようとする劉岱に自重を勧めたが、劉岱はこれを聞かずに黄巾賊と戦い戦死した。陳宮は曹操を兗州牧に推戴するため、兗州の別駕従事や治中従事を説得した。鮑信らはその意見に賛同し、曹操を兗州牧に迎えた。 
初平3年（192年）、曹操と共に青州黄巾軍の残党討伐に向かった。しかし作戦のため曹操と共に下見に出ていた最中、敵軍の不意打ちに遭ってしまった。軍勢が到着していなかったため白兵戦となったが、鮑信は必死に戦い曹操を救出した。このため曹操が敵の包囲を破って脱出できたが、鮑信は戦死してしまった。享年41。曹操は鮑信の死を悲しみ、遺体を捜させたが見つけられなかった。
将兵に施しを良くしたため、死後に財産も残らなかった。

## 子孫
鮑卲は父の風格を受け継ぐ人物で、曹操から騎都尉に任命され、使持節とされた。鮑卲が没すると、その子の鮑融が跡を継いだ。

## 三国志演義
小説『三国志演義』では字が允誠（嘉靖本）となっている。反董卓連合軍の関東諸侯の中でも、特に無能な人物として描かれている。先鋒を命ぜられた孫堅を出し抜くため、弟の鮑忠（架空の人物）と共に抜け駆けをするが、華雄に大敗した上で弟を華雄に討ち取られてしまう。最期は正史と同様に青州黄巾賊との戦いで戦死するが、曹操を助けるためではなく、功績を焦って突出したため戦死したという扱いになっている。